# Jaroslav Kruis
Jaroslav Kruis (2. června 1917 Praha – 7. června 1998 Praha) byl český malíř, grafik, hudebník a pedagog.
Absolvent ateliéru prof. Martina Salcmana, pedagog a profesor kresby a malby, malíř, grafik, textilní výtvarník, řezbář, hudební skladatel, sbormistr a varhaník. Díla jsou součástí galerií, sídel, příbytků, kostelů a chrámů v Česku, v Evropě a dalších měst světa (Sydney, Amsterdam, Haag, Montreal, Stockholm, Salcburk, Vídeň, Vatikán a další).

## Život a dílo
Původně profesí pedagog a profesor kresby a malby Jaroslav Kruis je také krom mnohých dalších tvůrcem monumentálních tapisérií apoštolů Petra a Pavla a slovanských věrozvěstů Cyrila a Metoděje, jež jsou výzdobou kostela sboru CČSH v Ostravě-Svinově. Díla vznikla již po sovětské okupaci v srpnu 1968 v období upevňující se tvrdé normalizace. Jsou nesena ekumenickou myšlenkou vzájemnosti, které byl Jaroslav Kruis nadšeným nositelem a propagátorem. V reakci na tehdejší dobu napsal při předávání svých prací tehdejšímu faráři bratru Adámkovi následující: „Hledejte Hospodina, kterýž občerstvuje zemdleného proti silnému tak, že zemdlený do pevnosti vchází.“ (Amos 5;8. 9). V trýznivé a těžké době nesla tato slova poselství přichýlení do pevnosti víry, naděje a lásky. Nelze tady nezmínit monumentální tapisérii na motivy básnické skladby Františka Hrubína „Romance pro křídlovku“. Byla vyvěšena v Klubu pracovníků v umění a kultuře Na Příkopech v paláci Savaren. Závěsný obraz vytvořený opět kombinovanou technikou byl výsledkem nového inspiračního zdroje, jímž se stala krajina Posázaví. V chatě postavené koncem padesátých let si zřídil letní ateliér. Ležel v nejvyšším bodu krajiny na pravém břehu Sázavy, takže celou oblast přehlédl z širokých ateliérových oken. Genius loci míst a prostředí na něj působily, aniž by musel vyjíždět do plenéru. S básníkem Františkem Hrubínem se také velmi spřátelil a jezdili spolu do jeho rodných Lešan.
Dalším neopominutelným dílem je „Corpus Christi“ v životní velikosti – zasvěcený na Boží hod svatodušní 18. května 1975 – řezaný do lipového dřeva, k němuž zhotovil také křtitelnici a svícen z téhož materiálu. Všechny tři práce jsou umístěny v kněžišti sboru CČSH v Praze-Vršovicích.
Nedílnou součástí mnohovrstevnaté umělecké tvorby byla hudba. Nezapomenutelné jsou pro pamětníky, tehdy hlavně z řad studentů a mladých posluchačů, jeho varhanní nešpory, z nichž se vyvinuly odpolední a večerní varhanní koncerty. Nešlo o interpretaci jiných autorů varhanní hudby, nýbrž o vlastní tvůrčí improvizace bez notového záznamu nesené duchem mimořádně bohaté hudební imaginace. Z pozůstalosti více než sedmdesáti magnetofonových kazet varhanního záznamu je učiněn dnešní výběr. Další čekají na obnovu, aby nesly dál hudební poselství posluchačům. Několikrát se mu dostalo příležitosti, doprovodit na varhany výroční ekumenickou bohoslužbu v Betlémské kapli v Praze. Jeho skladatelským dílem jsou „Žalmy a písně“, které vydal a na své náklady rozšířil do všech sborů CČSH i několika svým přátelům katolickým farářům. Několik let byl sbormistrem v Husově sboru CČSH ve Vršovicích. Průběžně zhudebňoval verše Františka Hrubína i některé básně svého syna, redaktora, básníka, editora, publicisty a knižního historika Ivana Kruise.
V roce 1979 se stal laureátem soutěže varhanních písní s vlastním textem a hudbou „Já vím…“ konané v rakouském Salcburku. To mu otevřelo cestu do světa zpoza železné opony, neboť odměnou bylo pozvání od papeže Jana Pavla II. k pobytu v jeho letním sídle v Rocca di Papa v Laziu, Itálii a návštěvě Vatikánu spojené s audiencí u Svatého otce. Při této příležitosti předal papeži osobní dar v podobě monumentální tapisérie s názvem „Matka Tereza“. Měl to štěstí, že jako jeden opravdu z mála Čechů té doby, uctil památku kardinála Josefa Berana přímo u jeho hrobu.
Jaroslav Kruis zvaný též „bratrem profesorem“ byl hluboce věřící člověk.